# آسومتسا
آسومتسا (به لاتین: Aasumetsa) یک روستا در استونی است که در دهستان ویهولا واقع شده‌است.